# Missione ai Vergini
A  Missione ai Vergini vagy Padri della Missione egy nápolyi templom. A 18. században épült a Misszionárius Atyák Rendje számára, amely a közeli Santa Maria kolostor-komplexumba volt berendezkedve. Az építését 1770-ben fejezte be Luigi Vanvitelli sajátos késő barokk stílusban. A homlokzatot 1788-ban építették hozzá egy ismeretlen építész tervei alapján. A belső díszítés érdekességei: egy 18. századi orgona, valamint Francesco De Mura és Giovanni Sarnelli festményei.